# Superhero 2044
Superhero: 2044 di Donald Saxman è il primo gioco di ruolo pubblicato di ambientazione supereroistica.

## Il sistema di gioco
Un personaggio è descritto da sette caratteristiche: Vigor (salute a lungo termine), Stamina (abilità di combattimento), Endurance (punti ferita), Mentality, Charisma, Ego e Dexterity, il cui valore veniva comprato spendendo 140 punti e modificato secondo la "classe" del personaggio. Pur essendo essendoci i nomi di poteri ed abilità queste non erano descritte e il master doveva valutarle caso per caso sulla base dei tre personaggi di esempio.  Il combattimento era gestito in modalità diverse a seconda se fosse di mischia, a distanza, un tentativo di trasformare l'avversario in qualcosa d'altro o mentale.
Una relativamente ampia parte del piccolo manuale era dedicato a un sistema per programmare l'attività settimanale del proprio personaggio. Il giocatore doveva compilare una tabella indicando l'impegno dedicato a varie attività (riposo, sorveglianza anticrimine, addestramento, ricerca, ecc.) e in base ad alcune tabelle veniva determinato quanti crimini fermava, se era rimasto ferito, ecc..

## Storia editoriale
Vennero pubblicate due edizioni del manuale, la prima un fascicolo autoprodotto di 32 pagine, la seconda pubblicata dalla Gamescience con copertina a colori e di 50 pagine, con aggiunta alcune regole per il gioco in solitario e alcune regole opzionali prodotte da altri giocatori..
Inoltre la Judges Guild pubblicò un'ambientazione, Hazard, incentrata sull'Oceano Pacifico, in pratica una grossa mappa con dati dell'ambientazione stampati sul retro.
Nel complesso pur introducendo alcune idee che verranno riprese dai giochi supereroistici successivi, era di per sé insoddisfacente e con la comparsa di Villains & Vigilantes nel 1979 scomparve dalle scene.